# レッドウィング (ミネソタ州)
レッドウィング（Red Wing）は、アメリカ合衆国ミネソタ州の都市。グッドヒュー郡の郡庁所在地である。人口は1万6547人（2020年）。州都セントポールの南東70キロメートル、ミシシッピ川南岸に位置している。川の対岸はウィスコンシン州である。

## 名称
地名はアメリカ先住民の酋長の名前に由来している。市内に小さなインディアン居留地があり、カジノを営業している。居留地の隣接地には原子力発電所が立地している。

## 交通
レッド・ウィング駅はアムトラックの列車が停車する駅である。この駅からユニオン駅 (セントポール)までの約76キロメートルに停車駅はない。

## 姉妹都市
レッドウィングは愛媛県伊方町の姉妹都市である。

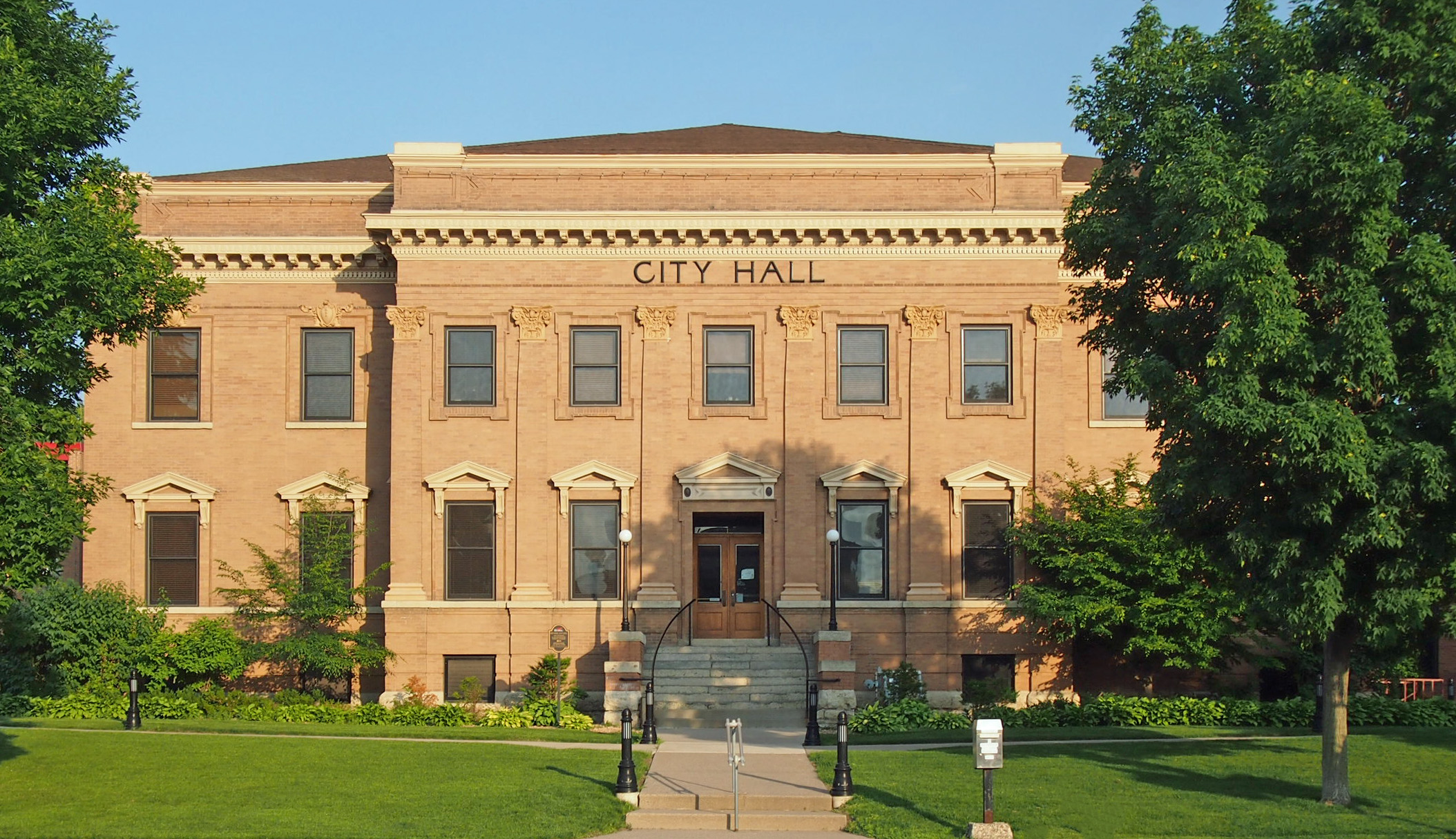
レッドウィング市役所